# Marquess of Douglas
Marquess of Douglas ist ein erblicher britischer Adelstitel in der Peerage of Scotland.

## Verleihung, nachgeordnete und weitere Titel
Der Titel wurde am 14. Juni 1633 für William Douglas, 11. Earl of Angus geschaffen. Zusammen mit der Marquesswürde wurden ihm die nachgeordneten Titel Earl of Angus, Lord Abernerthy and Jedburgh Forest verliehen. Er hatte bereits 1611 von seinem Vater den 1389 in der Peerage of Scotland geschaffenen Titel Earl of Angus geerbt.
Sein Urenkel, der 3. Earl, wurde am 10. April 1703 zudem zum Duke of Douglas mit den nachgeordneten Titeln Marquess of Angus and Abernethy, Viscount of Jedburgh Forest und Lord Douglas of Bonkill, Prestoun and Robertoun verliehen. Diese Titel gehörten ebenfalls zur Peerage of Scotland und erloschen bereits bei seinem kinderlosen Tod 1761. Das Marquessate Douglas und die übrigen Titel fielen an seinen Verwandten James Douglas-Hamilton, 7. Duke of Hamilton. Die Titel sind seither nachgeordnete Titel des jeweiligen Duke of Hamilton.

## Liste der Marquesses of Douglas (1633)
- William Douglas, 1. Marquess of Douglas (1589–1660)
- James Douglas, 2. Marquess of Douglas (1646–1700)
- Archibald Douglas, 1. Duke of Douglas, 3. Marquess of Douglas (1694–1761)
- James Douglas-Hamilton, 7. Duke of Hamilton, 4. Marquess of Douglas (1755–1769)
- Douglas Douglas-Hamilton, 8. Duke of Hamilton, 5. Marquess of Douglas (1756–1799)
- Archibald Douglas-Hamilton, 9. Duke of Hamilton, 6. Marquess of Douglas (1740–1819)
- Alexander Douglas-Hamilton, 10. Duke of Hamilton, 7. Marquess of Douglas (1767–1852)
- William Douglas-Hamilton, 11. Duke of Hamilton, 8. Marquess of Douglas (1811–1863)
- William Douglas-Hamilton, 12. Duke of Hamilton, 9. Marquess of Douglas (1845–1895)
- Alfred Douglas-Hamilton, 13. Duke of Hamilton, 10. Marquess of Douglas (1862–1940)
- Douglas Douglas-Hamilton, 14. Duke of Hamilton, 11. Marquess of Douglas (1903–1973)
- Angus Douglas-Hamilton, 15. Duke of Hamilton, 12. Marquess of Douglas (1938–2010)
- Alexander Douglas-Hamilton, 16. Duke of Hamilton, 13. Marquess of Douglas (* 1978)

Voraussichtlicher Titelerbe (Heir apparent) ist der Sohn des aktuellen Titelinhabers, Douglas Douglas-Hamilton, Marquess of Douglas and Clydesdale (* 2012).